# Szerb Légierő
A Szerb Légierő (szerbül: Ратно ваздухопловство и противваздухопловна одбрана) Szerbia légtérvédelmére fenntartott katonai szervezet, a szerb haderő egyik haderőneme. Az 1999-es NATO-bombázások és -támadások eredményeképpen nem csak a szárazföldi szerb erők, de a Szerb Légierő nagy része is megsemmisült. Azóta megpróbálták a megsemmisült eszközöket pótolni, több-kevesebb sikerrel.

## Fegyverzete

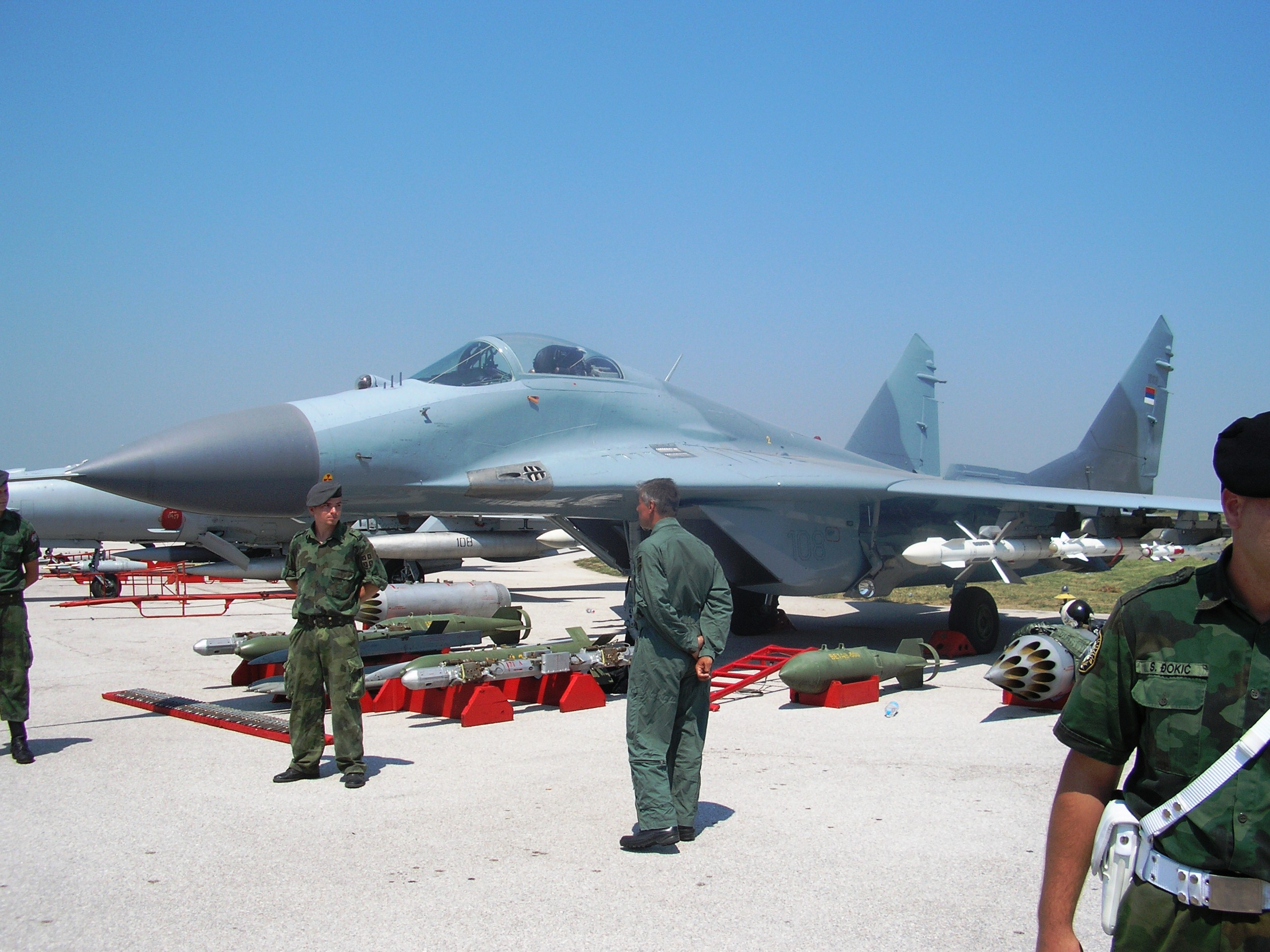
MiG-29

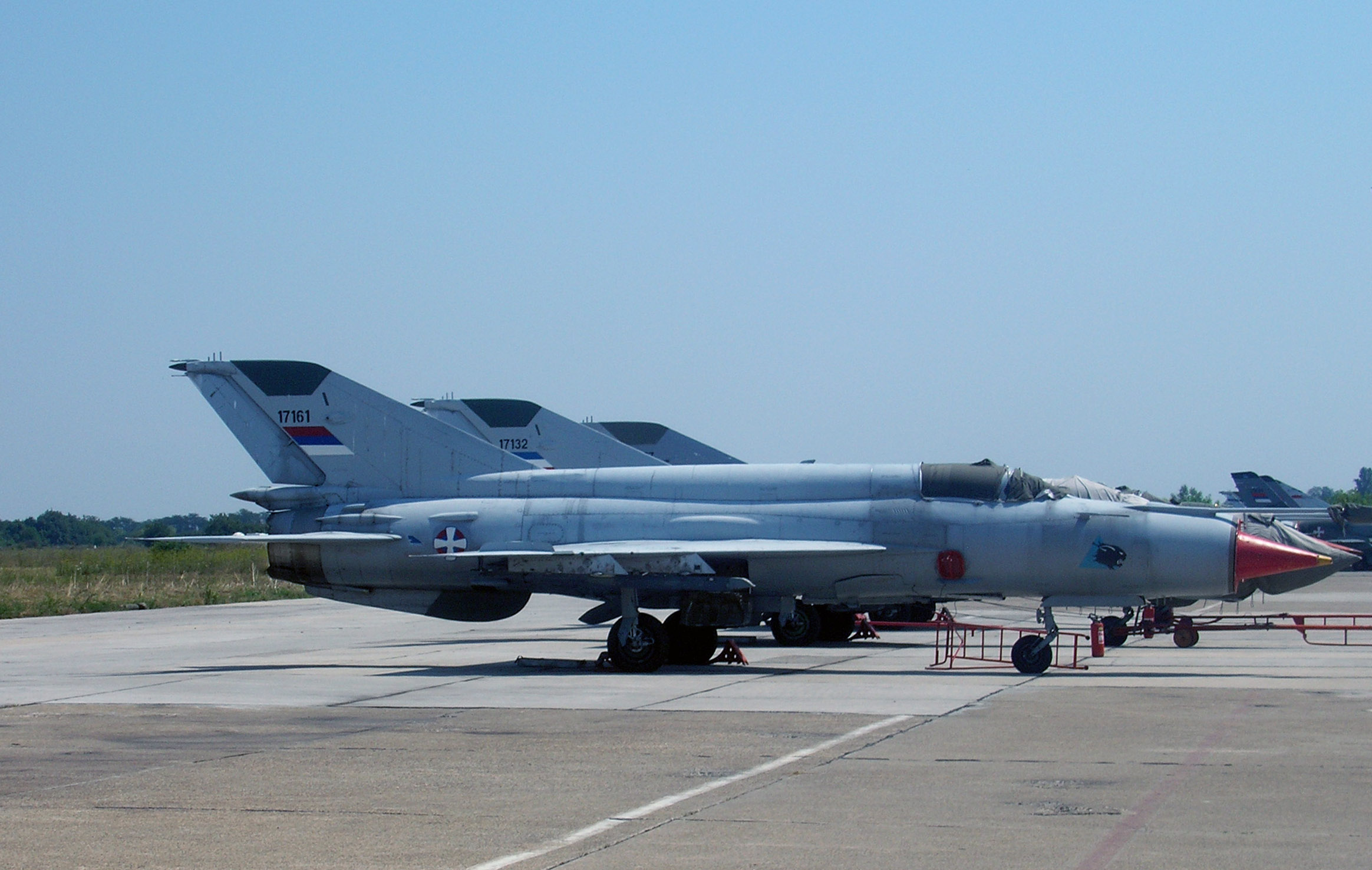
MiG-21bis

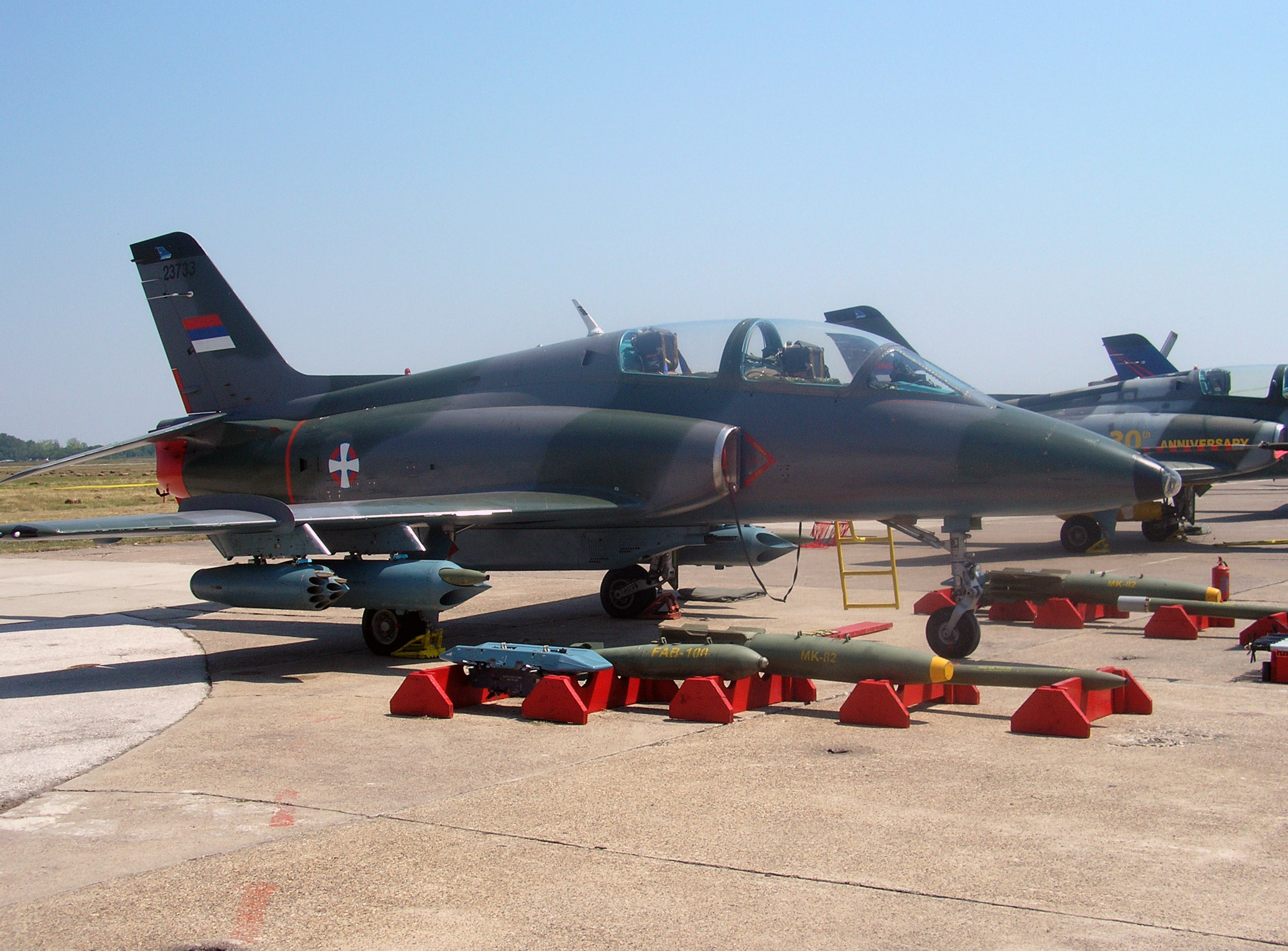
Super Galeb

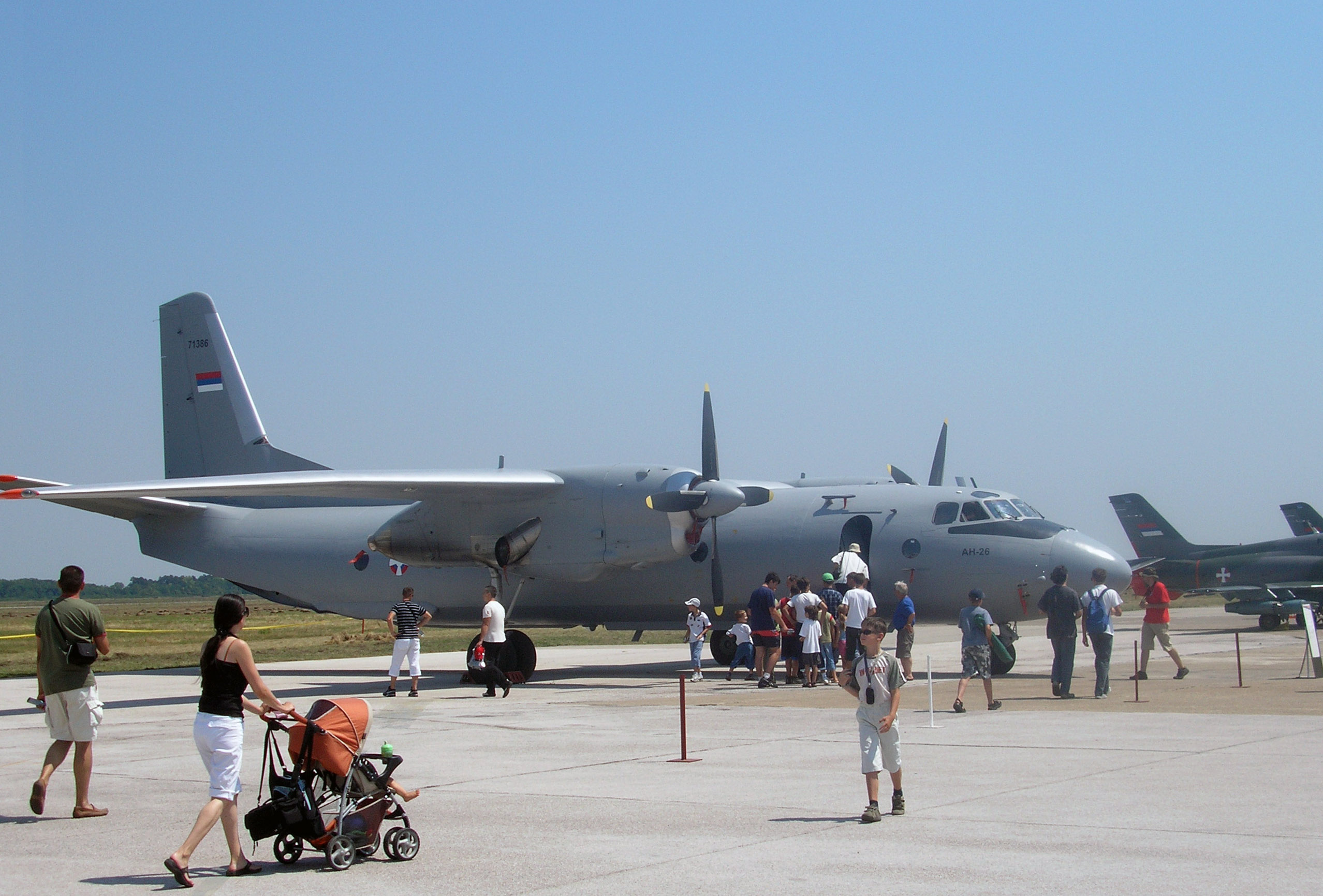
An-26

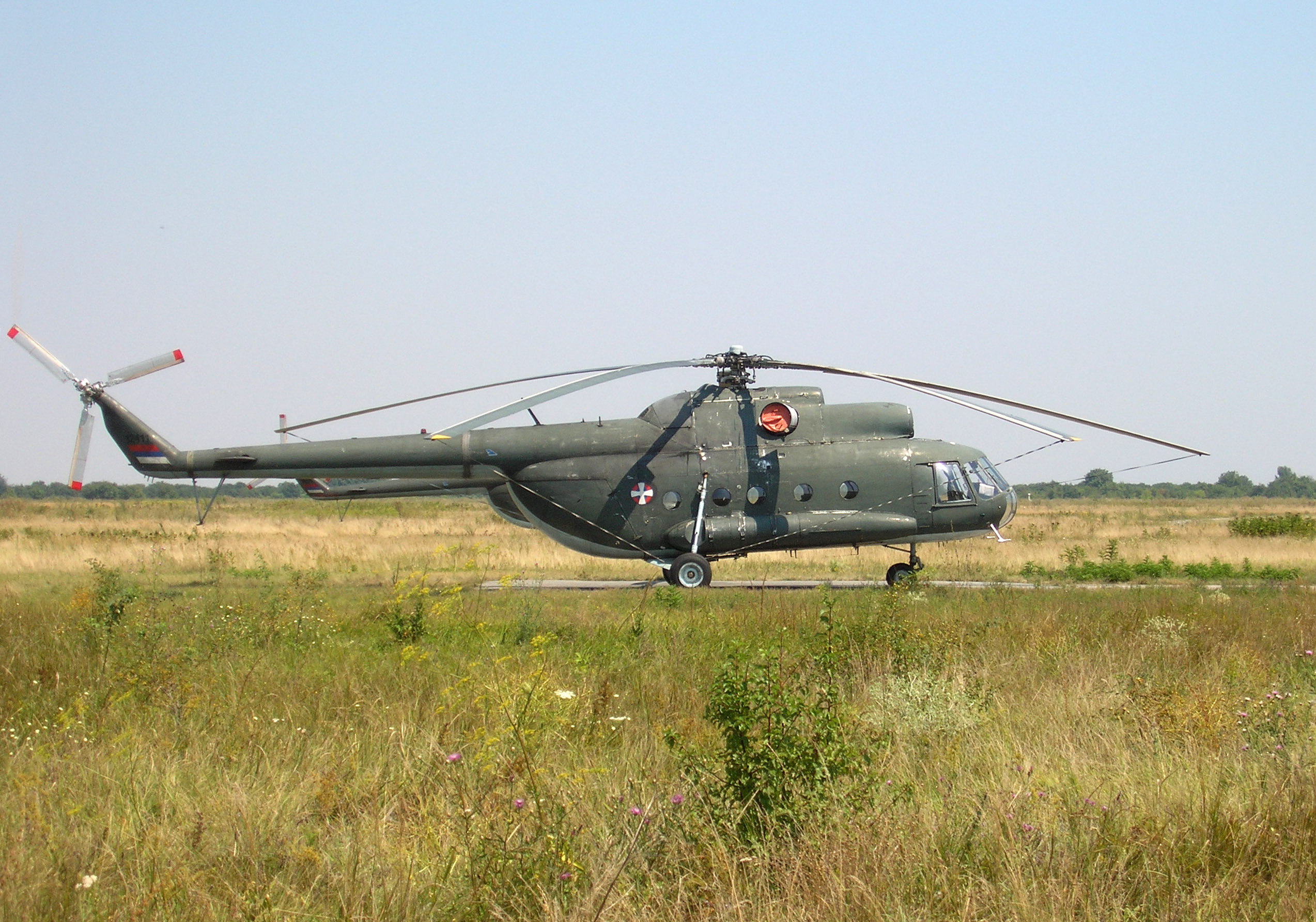
Mi-8

| Megnevezés                 | Származási ország       | Feladatkör             | Alváltozat        | Mennyiség         | Megjegyzés                                                                                                  |                   |
| Vadászrepülőgépek          | Vadászrepülőgépek       | Vadászrepülőgépek      | Vadászrepülőgépek | Vadászrepülőgépek | Vadászrepülőgépek                                                                                           | Vadászrepülőgépek |
| -------------------------- | ----------------------- | ---------------------- | ----------------- | ----------------- | --- | ----------------- |
| MiG–29                     | Oroszország Szovjetunió | többfeladatú           |                   | 14                | 6 repülőgép adományozása Oroszországból és 4 Fehéroroszországból, mind a 14 MiG-29SM+ szintre modernizálva. |                   |
| MiG–21                     | Szovjetunió             | elfogóvadász           |                   | 10                | Az összes MiG-21-es repülőgépet 2021-ben nyugdíjazták.                                                      |                   |
| Soko G-4                   | Jugoszlávia             | könnyű csapásmérő      |                   | 18                | A tervek között szerepel a G-4MD szintre való frissítés.                                                    |                   |
| Soko G-2                   | Jugoszlávia             | könnyű csapásmérő      |                   | 1                 | |                   |
| Soko J-22                  | Jugoszlávia             | csapásmérő             |                   | 17                | A J-22M1 szintre történő korszerűsítés folyamatban van Eddig 4 repülőgépet korszerűsítettek.                |                   |
| Utas és Teherszállítógépek |                         |                        |                   |                   | |                   |
| Antonov An–26              | Szovjetunió             | szállító               |                   | 1                 | A repülőgépet a C-295 váltja fel.                                                                           |                   |
| Piper PA–34                | USA                     | szállító               |                   | 1                 | |                   |
| Helikopterek               |                         |                        |                   |                   | |                   |
| Mi-17                      | Oroszország             | szállító               |                   | 8                 | 8 helikopter használatban, további 3 Oroszországból rendelt.                                                |                   |
| SA 341 Gazelle             | Jugoszlávia             | felderítő / csapásmérő |                   | 31                | licenc alapján gyártotta a SOKO                                                                             |                   |
| Kiképző Repülőgépek        |                         |                        |                   |                   | |                   |
| Lasta 95                   | Szerbia                 | kiképző                |                   | 9                 | 5 db rendelés alatt                                                                                         |                   |

## Külső hivatkozások
- A légierő a Szerb Fegyveres Erők honlapján
- Szerbia védelmi minisztériumának honlapja
- Blic Online